# 腰古站
腰古站位于广东省云浮市云城区腰古镇，是广茂铁路及云浮支线上的一座三等站，于1991年投入使用。离广州站131公里，距茂名站228公里，距大降坪站54公里，隶属广州铁路集团三茂铁路股份有限公司管辖。客运可办理旅客乘降及行李、包裹托运；货运可办理整车货物到发，不办理危险货物到发。